# Мурзаханов, Мурзахан Умарович
Мурзахан Умарович Мурзаханов (7 августа 1994, Махачкала, Дагестан, Россия) — российский тхэквондист и тренер.

## Спортивная карьера
В школьном возрасте начал заниматься тхэквондо, под руководством тренеров: Гусена Даидова и Шарапутдина Сепуханова. В 2010 году выиграл Первенство России среди юношей, а в 2011 году стал бронзовым призёром. После окончания спортивной карьеры начал тренировать. Является тренером в махачкалинской СШОР имени Абдуразака Мирзабекова. 22 декабря 2021 года приказом и. о. министра спорта Дагестана ему было присвоено звание: «Тренер высшей квалификационной категории».

## Личная жизнь
Родился в Махачкале. Учился в махачкалинской гимназии № 17, где окончил 9 классов. После окончания школы поступил в Дагестанский политехнический колледж, получил среднее профессиональное образование. После окончания колледжа поступил в Дагестанский государственный университет на факультет «физическая культура и спорта», учился на заочной форме обучения.

## Известные воспитанники
- Гусейнова, Азиза Маратовна — призёр чемпионата России[2][3].

## Достижения
- Первенство России по тхэквондо среди юношей 2010 — ;
- Первенство России по тхэквондо среди юношей 2011 — ;